# Josep Arnau
Josep Arnau (València, 1679 - València, 8 de novembre de 1737) va ser un metge valencià.
Estudià i teologia a la Universitat de València i es dedicà més endavant a la professió militar.
Es traslladà a Roma, on feu amistat amb el metge Giorgio Baglivi, la gran figura mèdica de l'escola iatromecànica, el qual li despertà l'interès per aquesta ciència. Després de ser curat a Roma d'una greu malaltia pel metge Baglivi, va abandonar l'exèrcit i va tornar a la seva València natal per estudiar medicina a la seva universidad, on aconseguí el grau de doctor, i es dedicà a l'exercici de la seva professió. Gràcies a la correspondència que va mantenir amb metges europeus com Georg Ernst Stahl i Friedrich Hoffmann, va conèixer les novetats mèdiques de l'època, i arribà a convertir-se en una figura força destacada en la renovació científica del seu ambient. A més d'una obra d'interès secundari, Certamen pharmaceutico-galenicum (1727), n'escriví una altra en dos volums, dedicada a José Cervi, Opus neotericum medicum, editada el 1737 a València, poc temps després de la seva mort.